# Царь Эдип
О персонаже см. Эдип, о фильме Царь Эдип
«Царь Эди́п», также «Эди́п-царь», «Эди́п-тира́н» (др.-греч. Oἰδίπoυς τύραννoς) — одна из семи дошедших до нас трагедий Софокла, афинского поэта и драматурга, жившего примерно в 496—406 годах до н. э., почитаемого как величайший трагик античности наряду с Эсхилом и Еврипидом.
Принята Аристотелем в «Поэтике» за идеал трагического произведения и сыграла огромную роль в истории античной драмы. Её героем стал человек, осознавший свою вину и казнящий себя за это. Трагедийный финал в пьесе не связан со страстями и пороками самого главного героя, а предопределён свыше судьбой.
Трагедия входит во Всемирную библиотеку (список наиболее значимых произведений мировой литературы Норвежского книжного клуба). Самая известная трагедия из всех, согласно мнению британского преподавателя Т. Уитмарша.

## Сюжет
Отец Эдипа, царь Фив Лай, испугавшись предсказания о том, что его сын от Иокасты будет его убийцей, решил избавиться от ребёнка. Однако человек, которому было приказано убить младенца, пожалел его и отдал пастуху из Коринфа. Мальчик был усыновлён коринфским царём Полибом. Повзрослевший Эдип, узнав о пророчестве, которое говорит, что он убьёт родного отца и женится на матери, решает покинуть своих приёмных родителей в надежде избежать злой участи. У самого города Фивы на него чуть не наехала колесница, всадники которой начали оскорблять и бить юношу. В завязавшейся драке Эдип убивает сидевшего в колеснице старика и троих из четырёх его спутников. Старик, сидевший в колеснице, был родным отцом Эдипа. Эдип, победив Сфинкса, становится правителем Фив и берёт в жёны вдову погибшего от рук разбойников царя Лая — Иокасту. Так сбывается пророчество.
15 лет спустя на город обрушивается эпидемия чумы. Пытаясь найти причину чумы, жители города обращаются к дельфийскому оракулу, который говорит о необходимости найти и изгнать убийцу царя Лая. Поиск убийцы доводит Эдипа до горькой истины: убийца Лая — он сам, Лай был его отцом, а его супруга Иокаста на самом деле его мать. Иокаста, добравшаяся до правды раньше Эдипа, пытается остановить его поиски, но ей это не удаётся, и, не выдержав позора, она убивает себя. Но Эдип, считая себя недостойным смерти, выкалывает себе глаза.

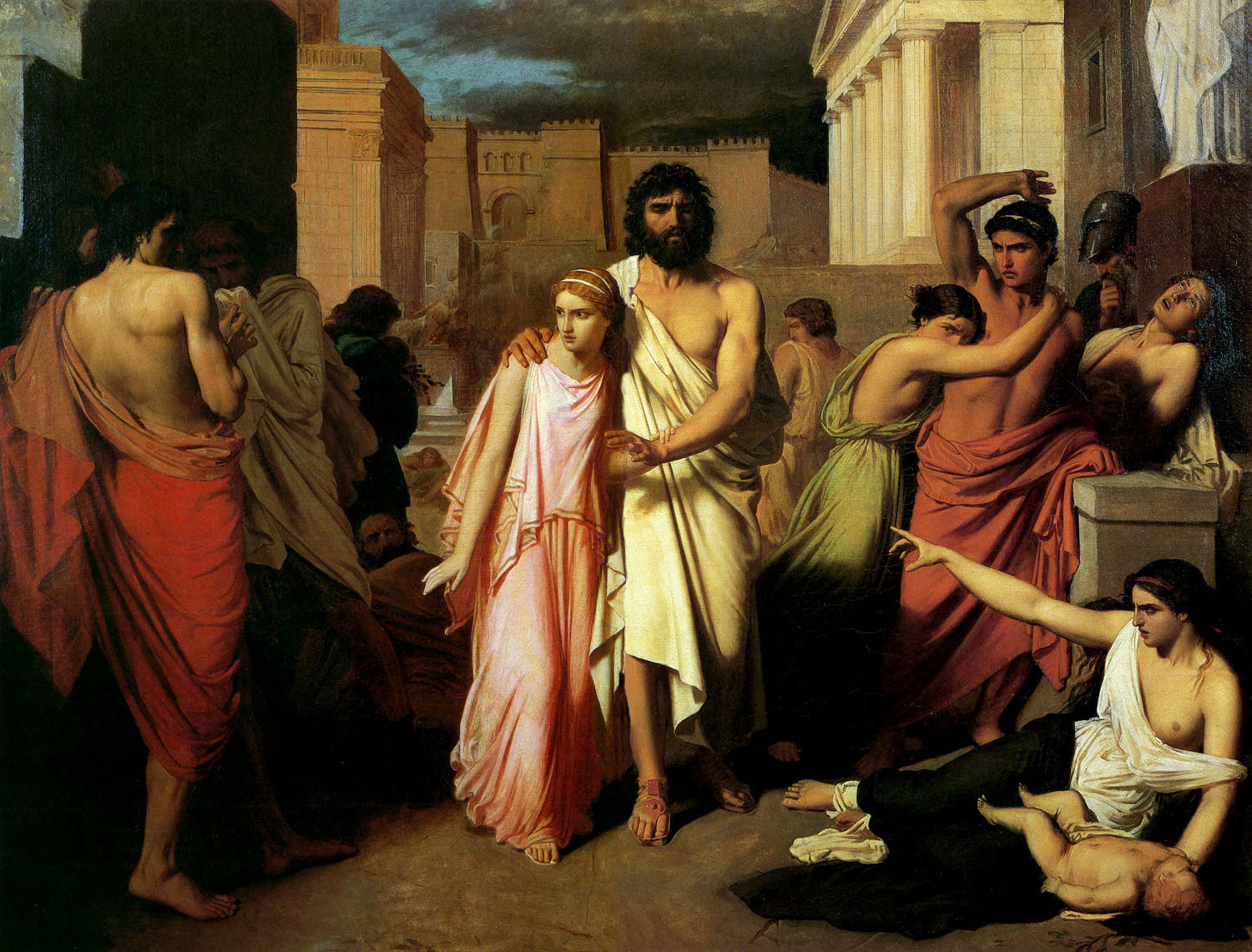
Антигона выводит слепого Эдипа из Фив, Жалабер, XIX в.

## Трагедия Софокла в мировой культуре

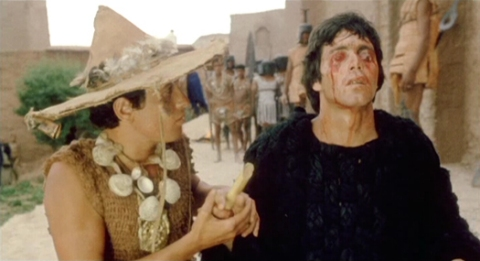
Франко Читти в роли Эдипа («Царь Эдип», 1967 г.)

Под влиянием Софокла к античному сюжету в своих пьесах обратились Сенека («Эдип»), Пьер Корнель («Эдип»), Вольтер («Эдип»), Жан Кокто («Эдип-царь»; пьеса стала литературной основой для одноимённой оперы-оратории Игоря Стравинского) и оперы Джордже Энеску «Эдип». Среди романистов, интерпретировавших сюжет пьесы Софокла — Анри Бошо («Эдип, путник»), Луи Арагон («Гибель всерьёз»), Юрий Волков («Эдип царь»), Орхан Памук («Рыжеволосая женщина»).
Фольклорист В. Я. Пропп посвятил специальную статью («Эдип в свете фольклора») фольклорным основам сюжета трагедии Софокла.
Кинематограф
- 1960 — «Завещание Орфея» Жана Кокто. В роли Эдипа — Жан Маре.
- 1967 — «Царь Эдип» Пьера Паоло Пазолини. В роли Эдипа — Франко Читти.

## Психология
- Сюжет пьесы Софокла использован Зигмундом Фрейдом в теории эдипова комплекса.
- Жак Рансьер анализирует пьесу и историю её театральных постановок в книге «Эстетическое бессознательное».

## Переводы
- Сергея Дмитриевича Шестакова, 1852.
- Дмитрия Сергеевича Мережковского, «Вестник иностранной литературы», № 1-2, 1894.
- Фаддея Францевича Зелинского, в Софокл. Драмы. В 3 т. М., 1914—1915.
- Сергея Васильевича Шервинского в: Греческая трагедия М.: Гослитиздат, 1950 г. 752с. с. 253—316.

### Исследования
- Шульц Г. Ф. Критические заметки к тексту трагедии Софокла «Царь Эдип» : [Диссертация]. Харьков : Унив. тип., 1891